# Oscar Temaru
Oscar Temaru (*1 de noviembre de 1944, Faa'a, Tahití, Polinesia Francesa) es un político francés.
Temaru nació en Faa'a en la isla de Tahití . Fue educado en Faa'a y Papeete , donde recibió una completa educación religiosa. Nació de un padre tahitiano y una madre maorí de las islas Cook , y ha declarado que tiene ascendencia china .
Se enlistó muy joven en el ejército francés lo que le llevó a luchar en Argelia Francesa durante su guerra de independencia. A su vuelta a Tahití en 1972 comienza a trabajar en el servicio de aduanas. 
En 1979 crea el Frente de Liberación de Polinesia (Tavini Huiraatira), partido político independentista. Convertido en alcalde de su ciudad natal, Faa'a, en 1983, se convertirá en el más importante crítico a la gestión de Gaston Flosse al frente del gobierno autónomo de la Polinesia Francesa. En los años noventa encabezó las manifestaciones contrarias a los ensayos nucleares franceses en Mururoa.
Después de varios intentos, fue elegido presidente del gobierno autónomo en marzo de 2004, mandato que sólo duró unos meses y durante el que une gran inestabilidad política se instaló en este territorio de ultramar francés. Una moción de censura propiciada por el transfuguismo de un miembro de su partido hacia la oposición, provoca la vuelta al poder de su adversario, Gaston Flosse, en octubre de 2004, con el apoyo entusiasta de la metrópoli que había inestabilizado a Temaru durante sus meses al frente de la administración autónoma polinesia[cita requerida].
Llevado el asunto a los tribunales, estos anularon los resultados en una circunscripción electoral. Las nuevas elecciones allí celebradas dieron un triunfo más amplio a los partidarios de Temaru, lo que le llevó de nuevo a la presidencia de la Polinesia Francesa el 3 de marzo de 2005. Una moción de censura auspiciada por la oposición y aprobada por la Asamblea, provocó que fuera remplazado por Gaston Tong Sang al frente del gobierno autónomo de estos archipiélago del Océano Pacífico a finales de 2006.